# Sterphus arethusa
Sterphus arethusa är en tvåvingeart som först beskrevs av Hull 1944.  Sterphus arethusa ingår i släktet Sterphus och familjen blomflugor.
Artens utbredningsområde är Surinam. Inga underarter finns listade i Catalogue of Life.